# 布萊克安克爾 (北卡羅萊納州)
布萊克安克爾（英語：Black Ankle）是位於美國北卡羅萊納州蒙哥馬利縣的非建制地區。

## 地理
布萊克安克爾所處的海拔為高於海平面209米（即686英呎），而該地所採用的時區為UTC-5，即北美东部时区（EST）。同時該地設有夏令時間，為UTC-5調快一小時，即UTC-4（EDT）。